# Friedmann Imre
Friedmann Imre (E. Imre Friedmann) (Budapest, 1921. december 20. – 2007. június 11.) algológus, a szélsőséges élőhelyek ökológiájának kutatója, bakteriológus, űrbiológus a Magyar Tudományos Akadémia külső tagja. Hivatalosan használt nevében az E. betű az Egyesült Államokban felvett Emerich név rövidítése.

## Életpályája
1921-ben Budapesten zsidó családba született.
1943-ban kényszermunkatáborban volt a Kárpátokban, ahonnan a következő évben szabadult.
A Bécsi Egyetemen doktorál 1951-ben.
1974-ben feleségül veszi az ugyancsak mikrobiológus Roseli Ocampo Friedmannt (1937-2005); három gyerekük születik.

## Emlékezete
Nevét viseli az Eötvös Loránd Tudományegyetem Természettudományi Kar Mikrobiológiai Tanszékének egyik terme.